# Avesnes-lès-Bapaume
Avesnes-lès-Bapaume – miejscowość i gmina we Francji, w regionie Hauts-de-France, w departamencie Pas-de-Calais.
Według danych na rok 1990 gminę zamieszkiwały 163 osoby, a gęstość zaludnienia wynosiła 53 osób/km² (wśród 1549 gmin regionu Nord-Pas-de-Calais Avesnes-lès-Bapaume plasuje się na 1046. miejscu pod względem liczby ludności, natomiast pod względem powierzchni na miejscu 836.).